# David Domeij
David Olof Domeij, född 18 november 1966, är en svensk ekonom och professor i nationalekonomi vid Handelshögskolan i Stockholm. 
Domeij avlade kandidatexamen i statsvetenskap och historia vid Lunds universitet 1991. Han studerade därefter vid Stockholms universitet och Northwestern University i Chicago, där han avlade doktorsexamen 1998. År 2018 blev han professor vid Handelshögskolan i Stockholm. Sedan 2020 är han även prefekt för institutionen för nationalekonomi på skolan.
Domeijs forskning rör makroekonomi med särskilt fokus på finans- och penningpolitik samt ojämlikhet och arbetskraftsförsörjning. Han har samarbetat med forskare som Tore Ellingsen, Martin Flodén och Jesper Roine.